# 2002 PH149
2002 PH149, também escrito como 2002 PH149, é um objeto transnetuniano que está localizado no Cinturão de Kuiper, uma região do Sistema Solar. Este objeto é classificado como um cubewano. Ele possui uma magnitude absoluta de 6,6 e tem um diâmetro estimado com cerca de 211 km. O astrônomo Mike Brown lista este corpo celeste em sua página na internet como um candidato a possível planeta anão.

## Descoberta
2002 PH149 foi descoberto no dia 11 de agosto de 2002 pelo astrônomo Marc W. Buie.

## Órbita
A órbita de 2002 PH149 tem uma excentricidade de 0,064 e possui um semieixo maior de 42,908 UA. O seu periélio leva o mesmo a uma distância de 40,479 UA em relação ao Sol e seu afélio a 45,337 UA.